# Нью-Йорк Космос (1970—1985)
«Нью-Йорк Космос» (англ. New York Cosmos) — американская футбольная команда, игравшая в ныне уже несуществующей Североамериканской футбольной лиге (NASL), где была одной из сильнейших и конкурентоспособных команд. Она была основана в 1971 году братьями Ахметом и Несухи Эртеганами (Эртегюнами) (основателями звукозаписывающей компании Atlantic Records), базировалась в Нью-Йорке и его пригородах. Команда прекратила свою деятельность и была расформирована в 1985 году.
В своё время в клубе играли такие знаменитые игроки, как бразильский футболист Пеле и немецкая звезда Франц Беккенбауэр, которые являлись главными достопримечательностями клуба за время их нахождения в команде.

## История
Клуб был основан в 1970 году братьями Ахметом и Несухи Эртегюн и президентом компании Warner Communications Стивом Россом. Первым новобранцем команды был англичанин Клайв Тойе, бывший спортивный журналист, который переехал в Соединённые Штаты в 1967 году. Уже через год после создания клуб выиграл Североамериканскую футбольную лигу. Впрочем, после этого команда долго ничего не могла выиграть в своей лиге.
После закрытия САФЛ (Североамериканской футбольной лиги) «Космос» предпринял попытки организовать независимую команду, но эти планы не увенчались успехом, и клуб прекратил свою деятельность. Продолжал существовать только молодёжный состав команды.
Название клуба было продано в 2009 году новой организации, созданной Пеле. 1 августа 2010 года Пеле объявил о возрождении «Нью-Йорк Космос». С осенней части сезона 2013 новая команда выступает в возрождённой в 2009 году Североамериканской футбольной лиге (NASL).

## Название и цвета команды
Название команды было придумано Клайвом Тойе, тогдашним первым генеральным менеджером клуба. Той назвал команду по аналогии с названием бейсбольной команды «Нью-Йорк Метс», то есть «нью-йоркские метрополиты», «жители метрополии». Футбольная команда Клайва Тойе получила имя «Космос», то есть дословно «нью-йоркские космополиты», «граждане мира».
Для клуба Клайв Тойе выбрал цвета бразильского флага, надеясь в будущем заманить бразильского виртуозного игрока Пеле в США.
| 1971 — 1972 | 1973 — 1975 | 1975 — 1985 | 1975 — 1979 гостевая | 1979 — 1985 гостевая |

## Достижения
- Чемпион бывшей Североамериканской футбольной лиги (5): 1972, 1977, 1978, 1980, 1982.
- Трансатлантический кубок (Trans-Atlantic Challenge Cup) (3): 1980, 1983, 1984.